# Aseprite
Aseprite — условно-бесплатный редактор изображений с доступным исходным кодом. Предназначенный в первую очередь для рисования и анимации в стиле пиксель-арт. Он работает на Windows, macOS и Linux. Содержит различные инструменты для редактирования изображений и анимации, такие как слои, кадры, поддержка тайловых карт, интерфейс командной строки и другие. Он разработан Igara Studio SA и возглавляется разработчиками Дэвидом, Гаспаром и Мартином Капелло. Aseprite доступен для приобретения в Steam или Itch.io. Также есть возможность скомпилировать программу или установить пробную версию. Исходный код и двоичные файлы Aseprite распространяются по лицензиям EULA, образовательной и проприетарной от Steam.

## История
Aseprite, ранее известный как Allegro Sprite Editor — впервые был выпущен в 2001 году как проект свободного программного обеспечения под лицензией GPLv2. Эта лицензия сохранялась до августа 2016 года с версией v1.1.8, когда разработчики перешли на лицензию EULA. 1 сентября 2016 года главный разработчик Дэвид Капелло написал сообщение в блоге Aseprite Devblog, объясняющее это изменение. Лицензионное соглашение разрешает другим загружать исходный код Aseprite, компилировать его и модифицировать, но запрещает его распространение третьим лицам. Как до, так и после смены лицензии, Aseprite продавался в Steam, itch.io и на сайте проекта.
Репозиторий кода размещался в Google Code до августа 2014 года, когда он был перенесен на GitHub, где и остается размещенным по сей день. По состоянию на август 2023 года в его репозитории 74 участника и около 22 тысячи звезд.
Aseprite использовался при разработке нескольких известных игр, таких как TowerFall (2013), Celeste (2018), Minit (2018), Wargroove (2019), Loop Hero (2021), Eastward (2021), Unpacking (2021), Haiku the robot (2022) и Pizza Tower (2023).

## Дизайн и особенности
Основная цель дизайна Aseprite — создание анимированных 2D-спрайтов с пиксельной графикой. Некоторые из его особенностей включают в себя:
- Слои и кадры с группировкой слоев и тегами анимации;
- Специальные преобразования и инструменты для пиксельной графики (режимы с идеальной точностью пикселей, настраиваемые кисти и т. д.);
- Предварительный просмотр анимации в реальном времени и onion skinning;
- Режимы Tilemap и Tileset;
- Управление цветовой палитрой, включая 65 палитр по умолчанию;
- Цветовые профили и режимы (RGBA, индексированные и оттенки серого);
- Неквадратные пиксели;
- Интерфейс командной строки (CLI) и сценарии Lua.

Aseprite использует собственный тип двоичного файла для хранения данных, которые обычно сохраняются с расширениями .ase или .aseprite . Различные проекты были разработаны для поддержки синтаксического анализа файлов .ase на языках программирования, включая C#, Python и JavaScript, а также в игровых движках, таких как Unity и Godot.
Изображения и анимацию можно экспортировать в файлы различных форматов, включая PNG, GIF, FLC, FLI, JPEG, PCX, TGA, ICO, SVG и растровое изображение (BMP) .